# Prunum magnificum
Prunum magnificum is een slakkensoort uit de familie van de Marginellidae. De wetenschappelijke naam van de soort is voor het eerst geldig gepubliceerd in 1989 door Sarasúa.